# Polytrichum neocaledonicum
Polytrichum neocaledonicum là một loài Rêu trong họ Polytrichaceae. Loài này được (Besch.) Kindb. miêu tả khoa học đầu tiên năm 1888.